# Brakogonek rurkowargi
Brakogonek rurkowargi (Anoura fistulata) – gatunek ssaka z podrodziny jęzorników (Glossophaginae) w obrębie rodziny liścionosowatych (Phyllostomidae).

## Taksonomia
Gatunek po raz pierwszy zgodnie z zasadami nazewnictwa binominalnego nazwał w 2005 roku amerykańsko-ekwadorski zespół (Amerykanin Nathan Muchhala i Ekwadorczycy Patricio Mena V. & Luis Albuja V.) nadając mu nazwę Anoura fistulata. Holotyp pochodził z Condor Mirador (w pobliżu Destacamento Militar; 3°38′08″S 78°23′22″W/-3,635556 -78,389444) w Cordillera del Cóndor, na wysokości 1750 m n.p.m., w Prowincji Zamora-Chinchipe, w Ekwadorze.
Autorzy Illustrated Checklist of the Mammals of the World uznają ten gatunek za monotypowy.

### Etymologia
- Anoura: gr. przedrostek negatywny αν an; ουρα oura „ogon”[7].
- fistulata: łac. fistula „rura trzcinowa”, od findere  „podzielić, rozszczepić”[8].

## Zasięg występowania
Brakogonek rurkowargi występuje na andyjskich zboczach w Ekwadorze i wschodniej części andyjskich zboczy w Kolumbii, Peru i Boliwii.

## Morfologia
Długość ciała (bez ogona) 57–67 mm, długość ogona 4–7 mm, długość ucha 12–17 mm, długość tylnej stopy 7–12 mm, długość przedramienia 35–40 mm; masa ciała 9–17 g. Język nietoperza jest wyjątkowo długi (6–8 cm) i nie jest powiązany z podniebieniem i żuchwą, jak u innych ssaków, lecz zaczepiony jest w klatce piersiowej. Tutaj jest otoczony przez specjalną strukturę tkankową, nazwaną rurką (obręczą) językową.

## Ekologia
Długi język brakogonka rurkowargiego umożliwia żywienie się nektarem roślin dzwonkowatych, np. Centropogon nigricans (roślina ta i Anoura fistulata w trakcie ewolucji uzależniły się od siebie - Centropogon nigricans może być zapylany tylko przez ten gatunek nietoperza).